# Reazione endergonica

Una reazione endoergonica (come la fotosintesi) è una reazione che richiede energia per procedere. Endoergonico (dal prefisso endo-, derivato dalla parola greca ἔνδον endon, "dentro", e dalla parola greca ἔργον ergon, " lavoro ") significa "assorbire energia sotto forma di lavoro". L'energia di attivazione per la reazione è tipicamente maggiore dell'energia complessiva della reazione esoergonica (1). Le reazioni endoergoniche non sono spontanee. L'avanzamento della reazione è mostrato dalla curva del grafico. La variazione dell'energia libera di Gibbs (ΔG) durante una reazione endoergonica è un valore positivo perché si guadagna energia (2).

Nella termodinamica chimica, una reazione endoergonica (chiamata anche reazione non spontanea di assorbimento di calore o reazione sfavorevole) è una reazione chimica in cui la variazione standard di energia libera è positiva ed è necessaria una forza aggiuntiva per eseguire questa reazione. In parole povere, la quantità totale di energia utile è negativa (ci vuole più energia per avviare la reazione di quella che si ottiene da essa) quindi l'energia totale è un risultato netto negativo. Per un guadagno complessivo nel risultato netto, si veda la reazione esoergonica. Un altro modo per esprimerlo è che l'energia utile deve essere assorbita dall'ambiente circostante nel sistema funzionante affinché la reazione avvenga. 
In condizioni di temperatura e pressione costanti, ciò significa che la variazione dell'energia libera di Gibbs standard risulta positiva, 
{\displaystyle \Delta G^{\circ }>0}
per la reazione in condizioni standard (cioè a pressione = 1 bar e concentrazioni standard = 1 molare di tutti i reagenti). 
Nel metabolismo, un processo endoergonico è anabolico, il che significa che l'energia viene immagazzinata; in molti di questi processi anabolici l'energia viene fornita accoppiando la reazione all'adenosina trifosfato (ATP) e conseguentemente producendo un fosfato organico ad alta energia, caricato negativamente, e adenosina difosfato (ADP) positivo. 

## Equilibrio costante
La costante di equilibrio per la reazione è correlata all'energia Δ G ° dalla relazione: 
{\displaystyle K=e^{-{\frac {\Delta G^{\circ }}{RT}}}}
dove T è la temperatura assoluta e R è la costante dei gas. Un valore positivo di Δ G ° implica quindi: 
{\displaystyle K<1\,}
in modo che a partire da quantità stechiometriche molari una tale reazione si muoverebbe all'indietro verso l'equilibrio, non in avanti. 
Tuttavia, le reazioni endoergoniche sono abbastanza comuni in natura, specialmente in biochimica e fisiologia. Esempi di reazioni endoergoniche nelle cellule includono la sintesi proteica e la pompa Na + / K + che guida la conduzione nervosa e la contrazione muscolare.

## Energia libera di Gibbs per reazioni endoergoniche
Tutti i sistemi fisici e chimici nell'universo seguono la seconda legge della termodinamica e procedono in direzione discendente, cioè in maniera esoergonica. Quindi, lasciato a se stesso, qualsiasi sistema fisico o chimico procederà, secondo la seconda legge della termodinamica, in una direzione che tende ad abbassare l'energia libera del sistema, e quindi a consumare energia sotto forma di lavoro. Queste reazioni si verificano spontaneamente. 
Una reazione chimica è endoergonica quando non spontanea. Quindi in questo tipo di reazione l'energia libera di Gibbs aumenta. L'entropia è inclusa in ogni variazione dell'energia libera di Gibbs. Ciò differisce da una reazione endotermica in cui l'entropia non è inclusa. L'energia libera di Gibbs viene calcolata con l'equazione di Gibbs – Helmholtz: 
{\displaystyle \Delta G=\Delta H-T\cdot \Delta S}
dove: 
T = temperatura in kelvin (K)
Δ G = variazione dell'energia libera di Gibbs
Δ S = variazione di entropia (a 298 K) come Δ S = Σ { S (Prodotto) } - Σ { S (reagente) }
Δ H = variazione di entalpia (a 298 K) come Δ H = Σ { H (Prodotto) } - Σ { H (Reagente) }
Una reazione chimica progredisce in modo non spontaneo quando l'energia libera di Gibbs aumenta, ovvero quando il Δ G è positivo. Nelle reazioni esoergoniche il Δ G è negativo e nelle reazioni endoergoniche il ΔG è positivo: 
{\displaystyle \Delta _{\mathrm {R} }G<0} esoergonica
{\displaystyle \Delta _{\mathrm {R} }G>0} endoergonica
dove: 
{\displaystyle \Delta _{\mathrm {R} }G} è uguale alla variazione nell'energia libera di Gibbs dopo il completamento di una reazione chimica.